# Galceran Marquet
|  | Per a altres significats, vegeu «Galceran Marquet (1366-1410)». |

Galceran Marquet (mort el 1360 o abans) fou un vicealmirall i cronista català.
Fill de Bernat Marquet, pertanyia al llinatge dels Marquet, comerciants barcelonins que ocuparen càrrecs navals i de polítics del segle xiii al xvi. El 1331, el 1333 i el 1334 fou un dels caps de la flota catalana que participava en la guerra contra Gènova (el 1331 va compartir el comandament amb dos caps més, després com a capità únic). El 1340 fou nomenat vicealmirall i participà en la intervenció a l'estret de Gibraltar per impedir el pas dels benimerins al regne de Granada, en guerra amb Castella. Va ser conseller de Barcelona i com a cronista va escriure una continuació de la crònica de Ramon Muntaner.

## Homenatges
- A Galceran Marquet, monument que se li va dedicar el 1851 a Barcelona, amb una escultura de Damià Campeny. Una còpia de l'escultura s'exhibeix també al Museu Marítim.[4]